# ماكريييالوس (بيريا)
ماكريييالوس (Μακρύγιαλος) هي مدينة في بيريا في مقاطعة فوريا إلادا في اليونان.